# Krim Belkacem Airport
Oued Irara - Krim Belkacem Airport (franska: Aéroport de Hassi Messaoud / Oued Irara - Krim Belkacem) är en flygplats nio kilometer sydost om staden Hassi Messaoud i Quarglaprovinsen i östra Algeriet. Det finns dagligt flyg till Gatwick flygplats, Madrid och Paris, Paris-Charles de Gaulle flygplats med flera flygplatser. Flygplatsen är uppkallad efter Krim Belkacem (1922-1970), en algerisk frihetskämpe och politiker.